# Măncești, Alba
Măncești este un sat în comuna Horea din județul Alba, Transilvania, România.
Face parte din comuna Horea , împreună cu următoarele sate: Baba, Butești, Dârlești, Fericet, Giurgiuț, Horea, Mătișești, Niculești, Pătrușești, Petreasa, Teiu, Trifești, Zânzești

## Date geografice
Satul Măncești, comuna Horea se află la poalele munților Apuseni, în partea de nord a județului Alba, la limita cu județul Bihor și Cluj. Clima este relativ rece și umedă, temperaturile medii anuale fiind cuprinse între 10-12 grade celsius. Ocupațiile principale ale locuitorilor sunt tăiatul și prelucrarea grosieră a lemnului {în special cherestea }, creșterea animalelor, activități de agroturism etc. Fiind aproape de locul unde s-a născut Horea, zona este pretabilă pentru turism, însă lipsește infrastructura adecvată care să permită accesul cu mijloace de transport la monumentele și locurilor istoric. În acest sens exemplul cel mai grăitor este Casa memorială a lui Horea din Fericet unde pietruirea drumului sătesc care traversează Mănceștiul spre Fericet s-a făcut doar parțial, lucrarea fiind abandonată deja de circa 3 ani, în 2015. 
După apariția industrializării asistăm la o continuă scădere a populației din zonă, moții din sat preferând să plece spre partea de vest a țării, respectiv Timișoara - Arad , dar și în Cluj-Napoca și Turda. La ora actuală natalitatea este nesemnificativă, în timp ce populația cu vârste de peste 60 de ani este majoritară. Chiar dacă la nivelul comunei s-au făcut investiții masive în ultima perioadă. Astfel s-au realizat pietruiri parțiale de drumuri comunale, s-a finalizat construcția unei biserici deosebit de frumoasă, s-a introdus apă potabilă în zona centrală a comunei, s-au construit multe monumente care înfățișează istoria locală, s-a construit o nouă clădire a Primăriei, numeroase podețe, locuri de popas și odihnă etc. Toate acestea nu au stopat tendința tot mai accentuată de depopulare a satului.

## Date demografice
De-a lungul timpului populația satului Mǎncești a evaluat astfel:

## Galerie de imagini

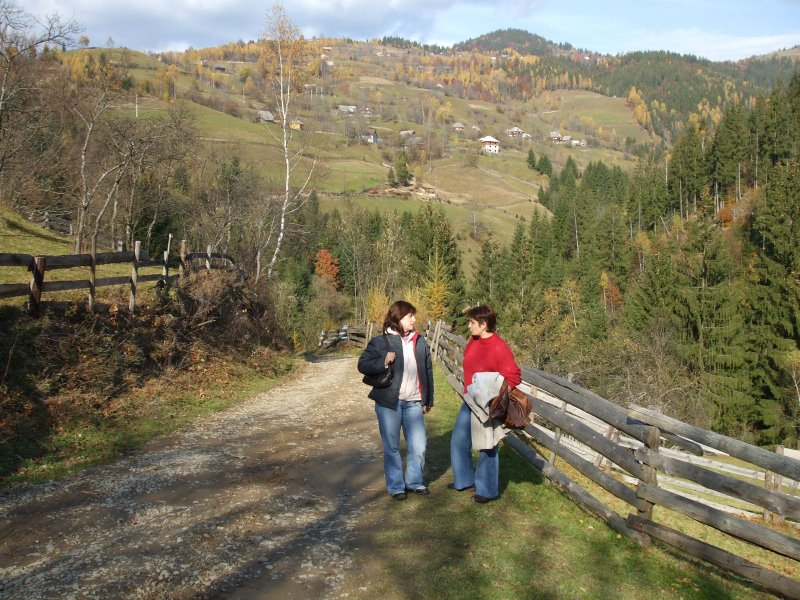
Drumul lui Horea din Mǎncești { spre casa părinteasca din Fericet }.
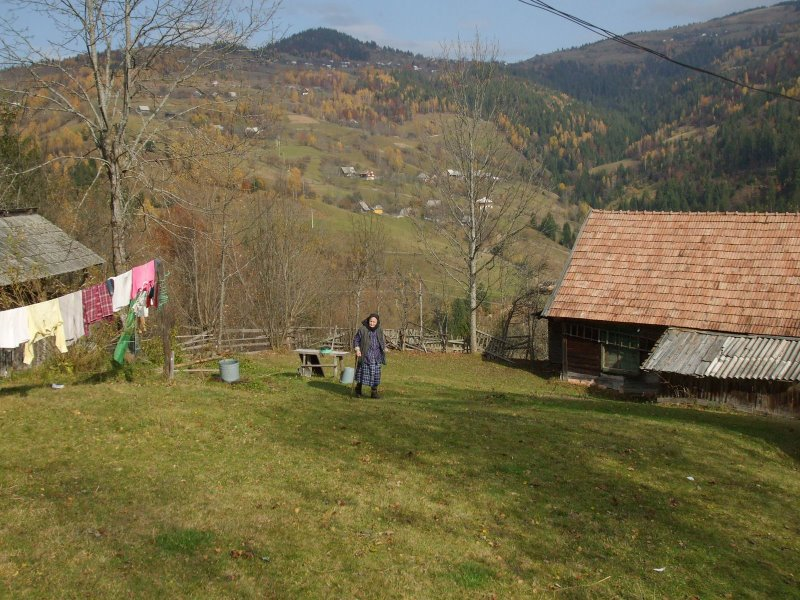
Gospodarie traditionalǎ din Mǎncești.
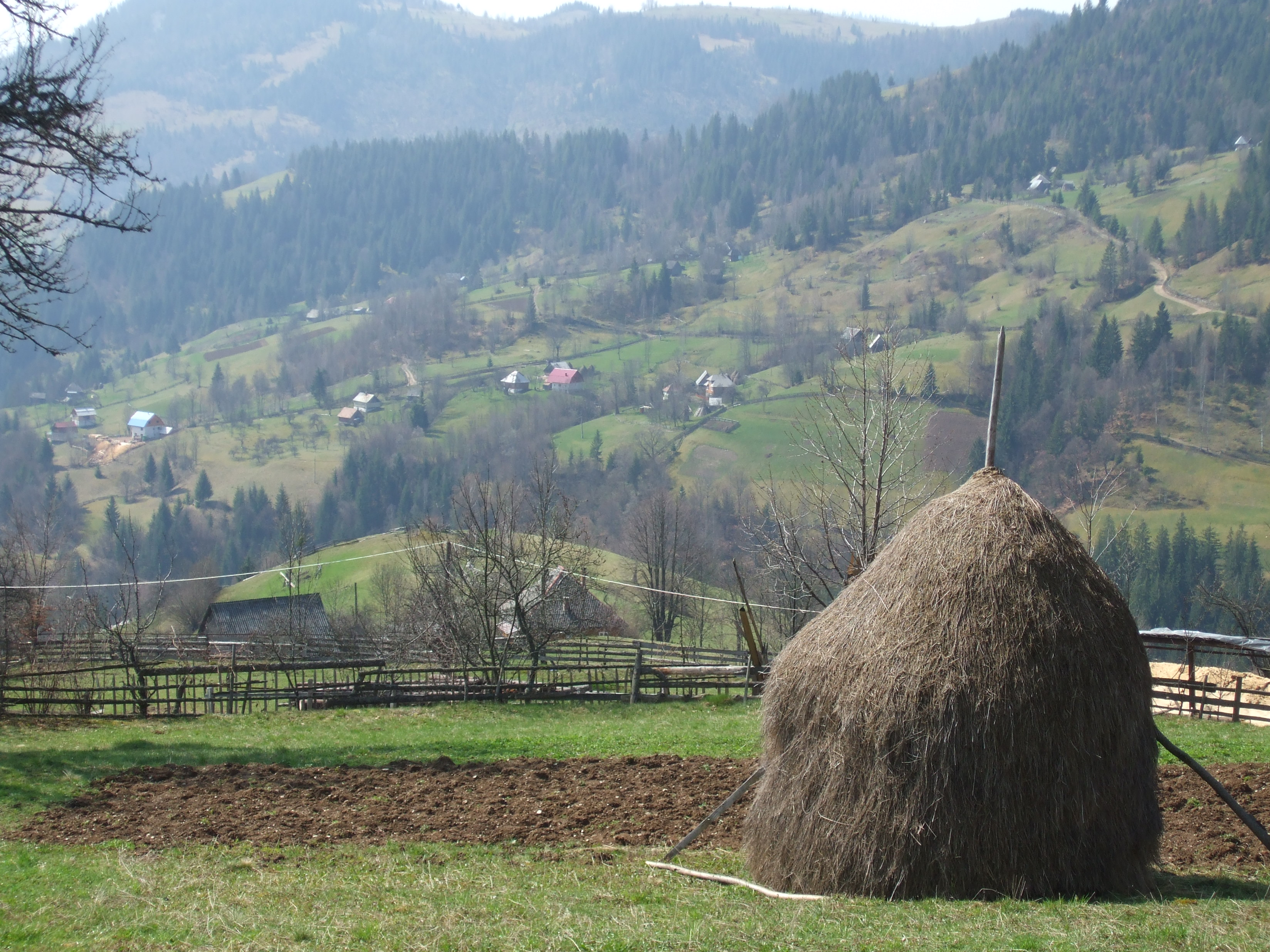
Comuna Horea ,jud.Alba - Vedere spre Măncești și Fericet.
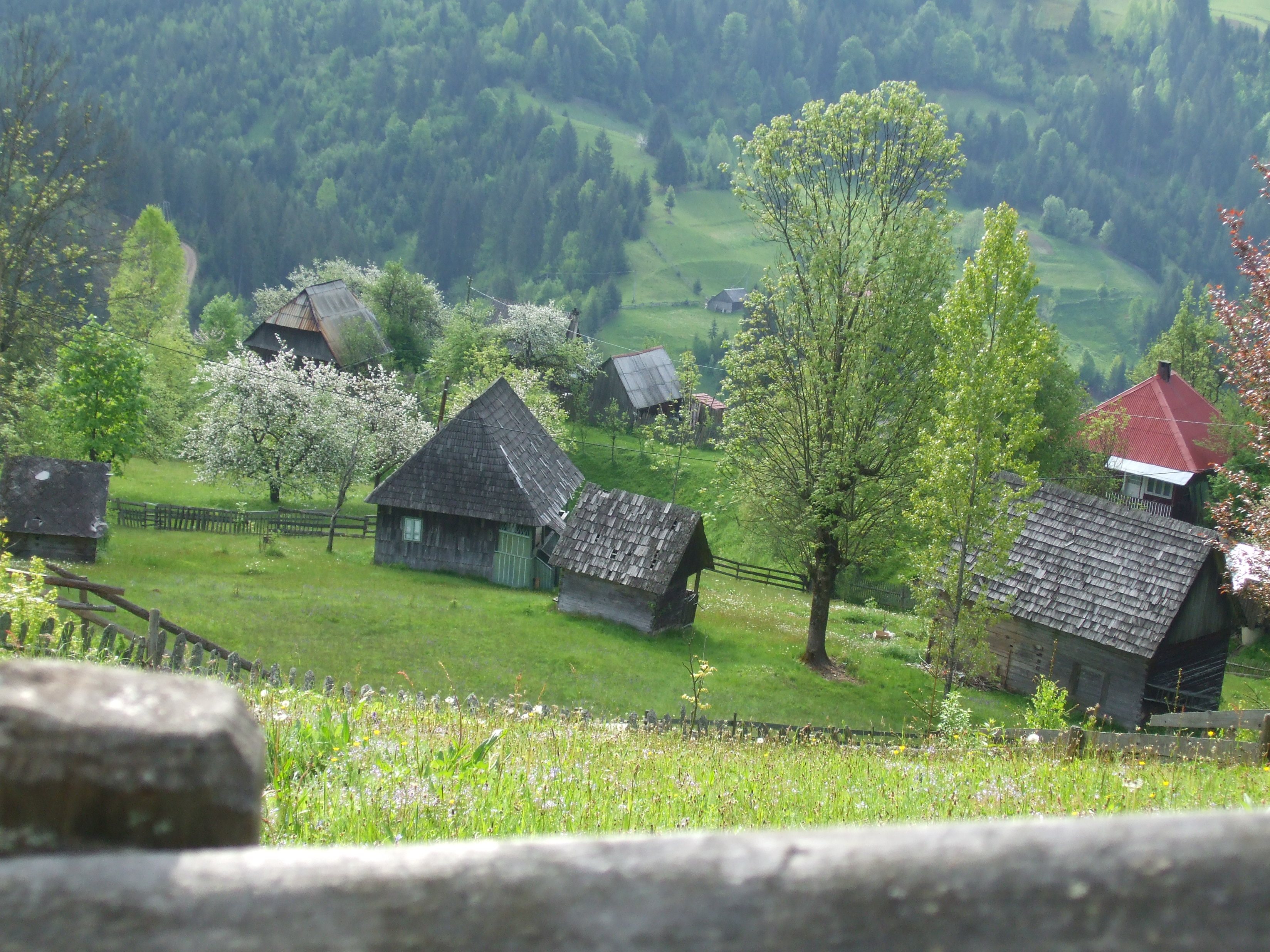
Satul Mancești , comuna Horea ,jud.Alba - Gospodărie tradițională cu acoperiș din șindrilă.